# Élections législatives de 1877 dans le Var
Les élections législatives de 1877 ont eu lieu les 14 octobre et 28 octobre.

## Députés élus
|   | Circonscription | Député sortant  |  | Groupe parlementaire | Député élu      |  | Groupe parlementaire |
| - | --------------- | --------------- |  | -------------------- | --------------- |  | -------------------- |
| 1 | Brignoles       | Amaury Dréo     |  | Union républicaine   | Amaury Dréo     |  | Union républicaine   |
| 2 | Draguignan      | Paul Cotte      |  | Union républicaine   | Paul Cotte      |  | Union républicaine   |
| 3 | 1re de Toulon   | Augustin Daumas |  | Extrême gauche       | Augustin Daumas |  | Extrême gauche       |
| 4 | 2e de Toulon    | Vincent Allègre |  | Union républicaine   | Vincent Allègre |  | Union républicaine   |

## Résultats à l'échelle du département
| Partis         | Partis                | Premier tour | Premier tour | Sièges |
| Partis         | Partis                | Voix         | %            | Sièges |
| -------------- | --------------------- | ------------ | ------------ | ------ |
|                | Républicains radicaux | 38 883       | 62,62        | 4      |
|                | Légitimistes          | 8 260        | 13,30        | 0      |
|                | Orléanistes           | 8 123        | 13,08        | 0      |
|                | Bonapartistes         | 6 823        | 10,99        | 0      |
|                |                       |              |              |        |
| Inscrits       | Inscrits              | 83 382       | 100,00       | 4      |
| Votants        | Votants               | 62 987       | 75,54        |        |
| Abstentions    | Abstentions           | 20 395       | 24,46        |        |
| Blancs et nuls | Blancs et nuls        | 898          | 1,43         |        |
| Exprimés       | Exprimés              | 62 089       | 98,57        |        |

## Résultats par arrondissement

### Arrondissement de Brignoles
| Candidats      | Candidats      | Étiquette           | Premier tour | Premier tour |
| Candidats      | Candidats      | Étiquette           | Voix         | %            |
| -------------- | -------------- | ------------------- | ------------ | ------------ |
|                | Amaury Dréo    | Républicain radical | 9 098        | 52,83        |
|                | Bagarry        | Orléaniste          | 8 123        | 47,17        |
|                |                |                     |              |              |
| Inscrits       | Inscrits       | Inscrits            | 21 318       | 100,00       |
| Votants        | Votants        | Votants             | 17 413       | 81,68        |
| Abstention     | Abstention     | Abstention          | 3 905        | 18,32        |
| Blancs et nuls | Blancs et nuls | Blancs et nuls      | 192          | 1,10         |
| Exprimés       | Exprimés       | Exprimés            | 17 221       | 98,90        |

### Arrondissement de Draguignan
| Candidats      | Candidats      | Étiquette           | Premier tour | Premier tour |
| Candidats      | Candidats      | Étiquette           | Voix         | %            |
| -------------- | -------------- | ------------------- | ------------ | ------------ |
|                | Paul Cotte     | Républicain radical | 12 442       | 64,58        |
|                | Lemercier      | Bonapartiste        | 6 823        | 35,42        |
|                |                |                     |              |              |
| Inscrits       | Inscrits       | Inscrits            | 26 371       | 100,00       |
| Votants        | Votants        | Votants             | 19 843       | 75,25        |
| Abstention     | Abstention     | Abstention          | 6 528        | 24,75        |
| Blancs et nuls | Blancs et nuls | Blancs et nuls      | 578          | 2,91         |
| Exprimés       | Exprimés       | Exprimés            | 19 265       | 97,09        |

### Arrondissement de Toulon

#### 1recirconscription
| Candidats      | Candidats       | Étiquette           | Premier tour | Premier tour |
| Candidats      | Candidats       | Étiquette           | Voix         | %            |
| -------------- | --------------- | ------------------- | ------------ | ------------ |
|                | Augustin Daumas | Républicain radical | 8 186        | 78,49        |
|                | Martin          | Légitimiste         | 2 243        | 21,51        |
|                |                 |                     |              |              |
| Inscrits       | Inscrits        | Inscrits            | 16 082       | 100,00       |
| Votants        | Votants         | Votants             | 10 495       | 65,26        |
| Abstention     | Abstention      | Abstention          | 5 587        | 34,74        |
| Blancs et nuls | Blancs et nuls  | Blancs et nuls      | 66           | 0,63         |
| Exprimés       | Exprimés        | Exprimés            | 10 429       | 99,37        |

#### 2ecirconscription
| Candidats      | Candidats       | Étiquette           | Premier tour | Premier tour |
| Candidats      | Candidats       | Étiquette           | Voix         | %            |
| -------------- | --------------- | ------------------- | ------------ | ------------ |
|                | Vincent Allègre | Républicain radical | 9 157        | 60,35        |
|                | Gay             | Légitimiste         | 6 017        | 39,65        |
|                |                 |                     |              |              |
| Inscrits       | Inscrits        | Inscrits            | 19 611       | 100,00       |
| Votants        | Votants         | Votants             | 15 236       | 77,69        |
| Abstention     | Abstention      | Abstention          | 4 375        | 22,31        |
| Blancs et nuls | Blancs et nuls  | Blancs et nuls      | 62           | 0,41         |
| Exprimés       | Exprimés        | Exprimés            | 15 174       | 99,59        |